# Tristão Vaz Teixeira

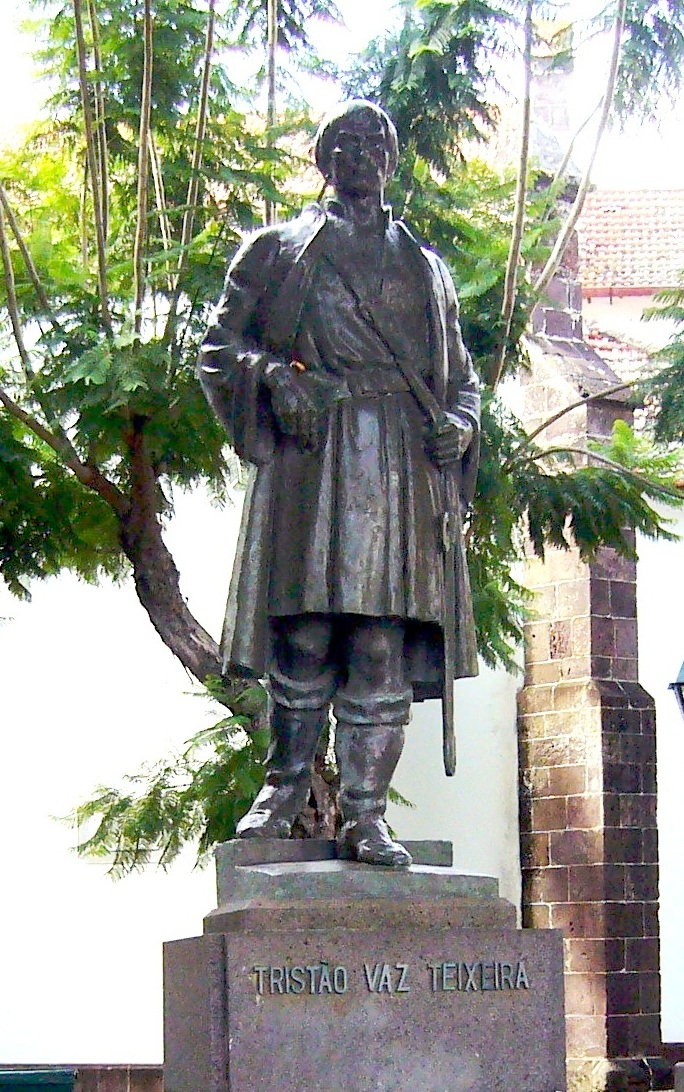
Statue Tristão Vaz Teixeiras in Machico

Tristão Vaz Teixeira (* um 1395; † 1480) war ein portugiesischer Seefahrer und Entdecker, der zusammen mit João Gonçalves Zarco und Bartolomeu Perestrelo 1418/1419 den Madeira-Archipel entdeckte.
In allen offiziellen Dokumenten wurde er Tristão Vaz genannt. Später wurde Branca Teixeira seine Frau. Er war Gomes Eanes de Azurara zufolge Ritter am Hof Heinrichs des Seefahrers. In Anerkennung seiner Verdienste wurde er als Generalgouverneur mit der Hälfte der Insel Madeira (auf der Machico-Seite) belehnt.
Mit Zarco entdeckte er 1418 die zum Madeira-Archipel gehörende Insel Porto Santo, für deren Entwaldung er einer Legende zufolge wegen der Aussetzung eines trächtigen Kaninchens verantwortlich sein soll. Danach folgte 1419 die Entdeckung der Hauptinsel Madeira. Die Belehnung mit Machico erfolgte gemäß der Schenkungsurkunde am 11. Mai 1440. Wegen Amtsmissbrauchs wurde er im Jahr 1452 aller seiner Funktionen enthoben.
Die zahlreichen Nachkommen aus seiner Ehe mit Branca Teixeira leben noch immer auf dem gesamten Archipel. Tristão Vaz Teixeira starb in hohem Alter in Silves an der Algarve.